# Colonia Las Rosas
Colonia Las Rosas est une localité rurale argentine située dans le département de Tunuyán, province de Mendoza.

## Démographie
La localité comptait 2 169 habitants  (Indec, 2010), soit une augmentation de 129,52 % par rapport au précédent recensement qui comptait 945 habitants.

## Géographie et infrastructures
Elle est traversée par la route provinciale 92, qui est sa principale voie de communication la reliant au nord à Tunuyán et au sud à La Consulta.
Elle possède une école secondaire.

## Histoire
José de San Martín a traversé la région lors de son expédition au Chili. Le partido a été fondée en 1912, lorsque Ezequiel Tabanera a fait don de terrains pour la localité.